# Krasnołąka (przystanek kolejowy)
Krasnołąka – przystanek kolejowy w Krasnołące, w województwie warmińsko-mazurskim, w Polsce.
W roku 2017 przystanek obsługiwał 0–9 pasażerów na dobę. Przystanek został zamknięty 15 października 2018 roku, a rok później zlikwidowany podczas modernizacji linii kolejowej nr 216.